# 张若虚
张若虚（约660年—约720年），扬州人，唐朝诗人，官兖州兵曹。与贺知章、张旭、包融齐名，号“吴中四士”，也与贺朝、万齐融、邢巨等人以文词俊秀驰名于京都。
张若虚诗作存世的仅《春江花月夜》和《代答闺梦还》两首，其中《春江花月夜》是唐诗的代表作之一，该诗描写细腻，音节和谐，颇受六朝诗风影响，流露出人生无常之感。该诗的音韵、场景描写等方面创意可能影响后世词、曲等数种文学形式，从而奠定张若虚在中国文学史上的地位。

## 评论
清末学者王闿运在《论唐诗诸家源流〈答陈完夫问〉》中说：“张若虚《春江花月夜》用《西洲》格调，孤篇横绝，竟为大家。李贺、（李）商隐挹其鲜润；宋词、元诗尽其支流，宫体之巨澜也。”
闻一多曾评价《春江花月夜》是“诗中的诗，顶峰中的顶峰”。